# Hecker
Hecker är ett tyskt efternamn, som burits av bland andra:
- Friedrich Hecker
- Isaac Thomas Hecker, amerikansk katolsk teolog
- Johann Julius Hecker
- Justus Friedrich Karl Hecker
- Max Hecker, tysk filolog
- Oskar Hecker